# Durmitor
El Durmitor es un macizo kárstico de los Alpes dináricos, que administrativamente, pertenece íntegramente a Montenegro. Su cumbre principal, el Bobotov Kuk, culmina a 2528 m de altitud.
El macizo está protegido al haberse establecido en 1982 el parque nacional Durmitor. El nombre Durmitor probablemente deriva de romance balcánico (algún dialecto rumano/valaco), y significa 'durmiente'. Hay montañas de nombre parecido como Visitor (visător, 'soñador') y Cipitor (aţipitor, 'durmiendo') en la antigua Yugoslavia.

## Flora y fauna
El parque comprende una fauna excepcional procedente de la época glacial. Así, se pueden encontrar el urogallo (Tetrao urogallus), el oso pardo (Ursus arctos), el lobo (Canis lupus) y el rebeco (Rupicapra rupicapra). Las aves de presa son víctimas del águila real (Aquila chrysaetos), el águila perdicera (Aquila fasciata), el águila calzada (Hieraaetus pennatus), el buitre leonado (Gyps fulvus), el alimoche (Neophron percnopterus), el halcón peregrino (Falco peregrinus), el alcotán europeo (Falco subbuteo), el mochuelo boreal (Aegolius funereus), el búho real (Bubo bubo), etc.

## Protección medioambiental

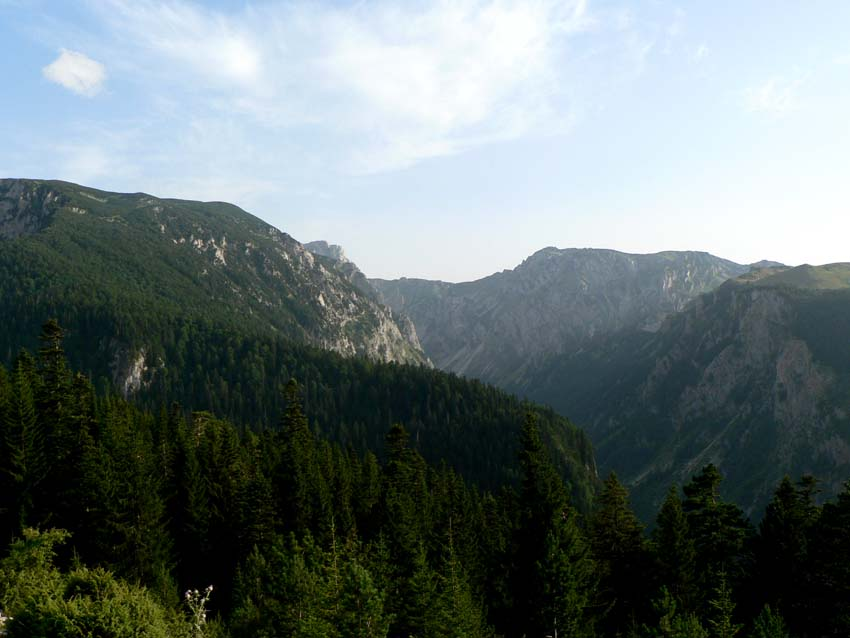
Vista sobre el cañón del Susica

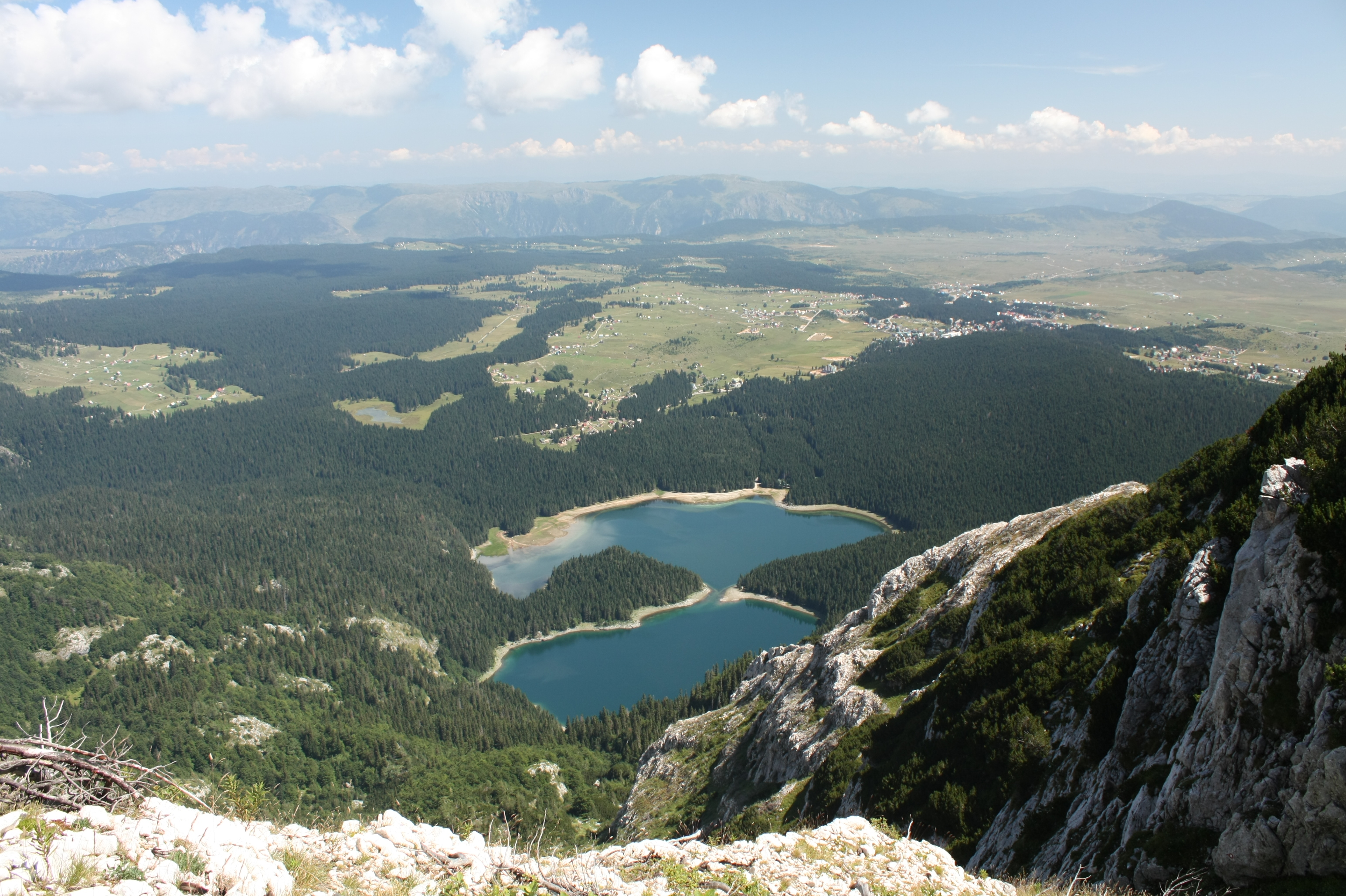
Vista desde la montaña del lago Negro, Crno jezero.

Durmitor se encuentra en el centro del parque nacional Durmitor, creado en 1982 y Patrimonio de la Humanidad por la UNESCO por su flora y sus insectos endémicos. El parque se extiende por una extensión de unas 30.000 hectáreas que comprenden cimas alpinas y un cañón de una profundidad de 1900 metros, el más profundo de Europa, el cañón del río Tara, que también está protegido.
El parque comprende igualmente varios lagos de montaña como el Črno jezero (lago Negro) y el Zminje jezero (lago Zminje). El pueblo de Zabljak está situado junto al parque y las actividades humanas perjudican al parque, debido al crecimiento del turismo. En 2002, cerca de 7000 hectáreas fueron desclasificadas para permitir la extensión de las actividades humanas. También se realizan talas forestales que envían la madera a las serrerías de Zminica, bajo la forma de podas sanitarias.
En el interior del parque hay varias aldeas diseminadas, como Mala Crna Gora (La Pequeña Montaña Negra), a 1.800 m de altitud, el pueblo más alto de los Balcanes, donde los aldeanos viven de la ganadería y donde nacieron dos de los héroes yugoslavos, Radoje Dakic y Vladimir Sipcic.
Durante la guerra de Bosnia se produjo un descenso de la población de rebecos importante. En 1994 se habían censado 4.000 animales, pero furtivos armados con armas automáticas mataron rebaños enteros solo para apoderarse de los cuernos. En 2005 solo quedaban 600 animales.